# Robson da Silva

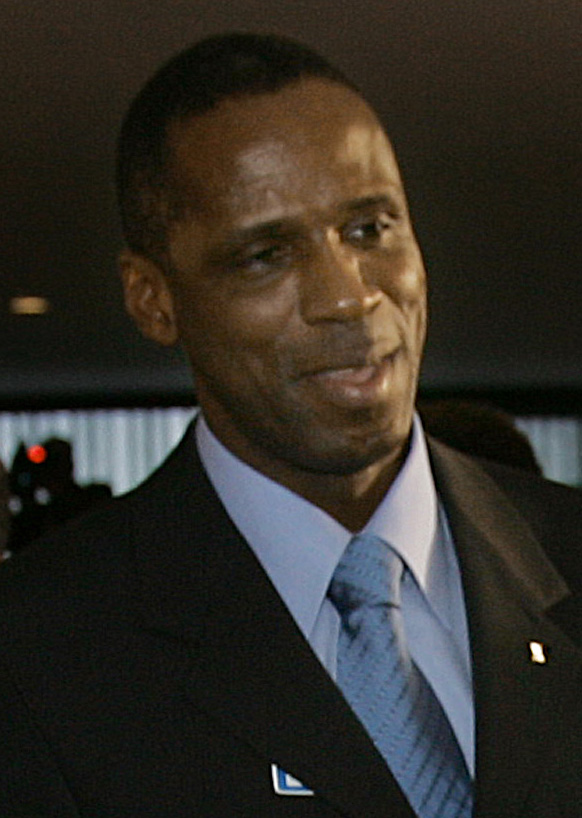
Robson Caetano da Silva 2005

Robson da Silva (Robson Caetano da Silva; * 4. September 1964 in Rio de Janeiro) ist ein ehemaliger brasilianischer Sprinter und Olympiadritter.
Da Silva gewann bei den Olympischen Sommerspielen 1988 in Seoul die Bronzemedaille im 200-Meter-Lauf hinter den US-Amerikanern Joe DeLoach und Carl Lewis. Bei den Olympischen Sommerspielen 1996 in Atlanta gewann er die Mannschafts-Bronzemedaille in der 4-mal-100-Meter-Staffel, zusammen mit seinen Teamkollegen Arnaldo da Silva, Édson Ribeiro und André da Silva, hinter den Teams aus Kanada (Gold) und den Vereinigten Staaten (Silber).
Mit einer Zeit von 10,00 Sekunden, gelaufen am 22. Juli 1988 in Mexiko-Stadt, hält da Silva den Südamerikarekord im 100-Meter-Lauf.